# Kenny Anderson
Kenny Anderson (Queens, 9 de outubro de 1970) é um ex-jogador norte-americano de basquete profissional que atuou na  National Basketball Association (NBA). Foi o número 2 do Draft de 1991.